# Colomban MC-30
Pour les articles homonymes, voir Luciole.
Le Colomban MC-30 Luciole est un ULM multi-axes conçu par Michel Colomban pour la construction amateur.

C'est un monoplace à aile basse à train classique. Les ailes et l'empennage horizontal sont facilement démontables pour une mise en remorque au gabarit routier. La construction est en bois et toile; quelques pièces sont en matériaux composites : hélice, lame de train, longeron d'aile (en carbone/époxy).
Cet appareil performant a servi de base à un démonstrateur MC30E à motorisation électrique qui a établi quatre records FAI en catégorie RAL1E (Microlight trois axes terrestres) à l'issue d'un travail de recherche et développement de 2010 à 2015. Ces records du monde sont toujours valides en 2017.

## Dimensions

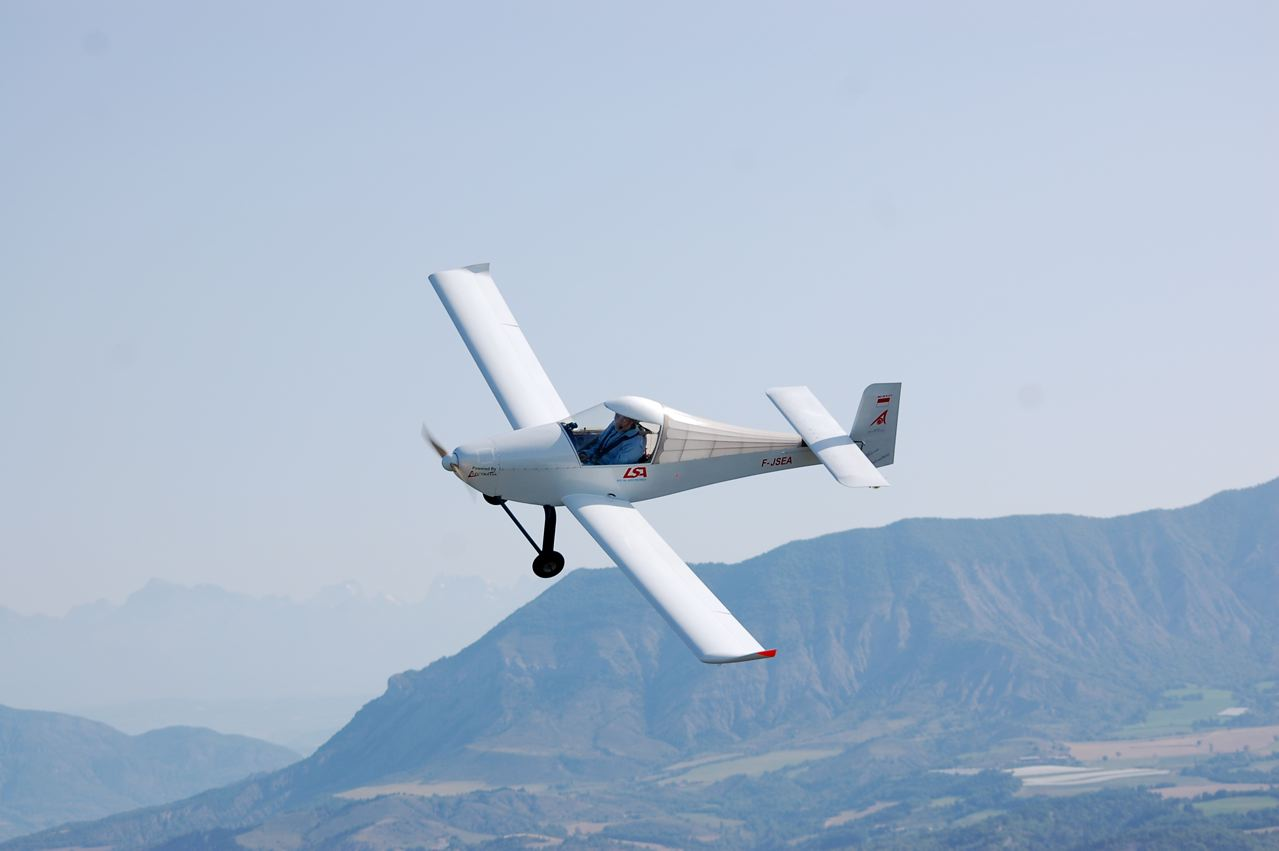
L'ULM électrique MC30E (2011)

- Envergure : 6,90 m
- Corde : 0,67 m
- Surface alaire : 4,60  m²
- Allongement : 10,5
- Longueur : 4,74 m

## Masses
- À vide équipée : 90 kg(luciole construite en 2012) à 95 kg
- Maxi au décollage (ULM) : 200 kg
- Charge alaire : 43kg/m2

## Groupe moto-propulseur
- Moteur : Briggs & Stratton "Vanguard" ou  Honda, bicylindres en V, 4 temps
- Puissance : 25 ch
- Hélice : bipale en composite, spécialement étudiée pour le MC-30
- Consommation : moins de 4 L/h à 150 km/h (moins de 3 L/100 km).

## Moteur électrique
Consommation 4,170 kWh/100 km. Pour faire 100 kilomètres cela correspond à l'énergie contenue dans 0.53 litre d'essence. A 150 km/h la consommation correspond à 2 L\100 km (3 lit/h) pour la version à moteur thermique. Il n'y a pas de carter a l'air libre, de train d'atterrissage à petites roues, tubulaires de saumons (?), etc.

## Performances
- Vitesse maximale en palier (tout caréné) : 200 km/h (220 km/h en version électrique)
- Vitesse de croisière : 150km/h à 180km/h
- Vitesse à ne jamais dépasser (VNE) : 220 km/h
- Vitesse minimale contrôlée sur les trois axes : 65 km/h *
- Finesse maximale : 13 à 100 km/h
- Longueur de roulement au décollage : inférieure 100 m
- Taux de montée : 4.00 m/s (850 ft/min)
- Plafond pratique : NC
- Temps de mise en remorque : 30 min

*Note: cette vitesse a été constatée dans les conditions réglementaires (sur deux machines différentes) par Arvind Badrinath et François Besse  et les comptes rendus d'essai en vol publiés respectivement dans les magazines "Volez!" (n° 182 de juillet 2013) et "Pilotes" (n°5 de juillet-aout 2007).